# Saint-Julien-de-l'Escap
Saint-Julien-de-l'Escap è un comune francese di 900 abitanti situato nel dipartimento della Charente Marittima nella regione della Nuova Aquitania.

## Società

### Evoluzione demografica
Abitanti censiti